# 安迪·普雷斯頓 (政治家)
安迪·普雷斯顿（1966年7月31日—）是一位英国政治家、慈善机构主席和商人。他于 2019 年 5 月当选米德尔斯堡市长，任职直至 2023 年 5 月落选他曾于2015年竞选当选米德尔斯堡市长 

## 慈善活动
从基金管理岗位退休后，普雷斯顿搬回英格兰北部。 2002 年至 2008 年间，普雷斯顿是国际儿童慈善机构ARK的赞助人。 2005年至2010年，他还担任 Fairbridge Teesside 慈善机构的主席他于2011年创立的第一家慈善机构是米德尔斯堡和蒂赛德慈善基金会，该基金会筹集和分配资金以促进蒂赛德市区的社区发展。
该慈善机构的早期支持者和受托人是公共关系主管Mark Bolland。该基金会得到了许多当地企业的支持，包括米德尔斯堡足球俱乐部、史蒂夫·吉布森的Bulkhaul和克利夫兰电缆公司。它还赢得了奥运会跳远运动员克里斯·汤姆林森的支持。当选米德尔斯堡市长后，普雷斯顿辞去了基金会主席的职务，放弃了在慈善机构活动中的任何决策权，但继续担任创始人的荣誉角色。截至此时，该慈善机构已筹集了超过300万英镑。 
成立慈善基金会几年后，普雷斯顿成立了一个名为“CEO Sleepout”的新慈善机构，该机构在英国各地举办活动，筹集资金以应对无家可归和贫困问题。  2016 年 12 月，普雷斯顿在米德尔斯堡开设了一家慈善餐厅 The Fork in the Road，旨在为刑满释放人员、戒毒者和长期失业者提供就业机会。 岔路口餐厅的一些员工参加了一项计划，该计划旨在为那些需要帮助的人提供宝贵的机会——戒毒者、刑满释放人员和长期失业者。这家社会企业的装修成本和营运资金来自首席执行官Sleepout慈善机构和英格兰公共卫生局。普雷斯顿在2019年当选米德尔斯堡市长后，将岔路口从首席执行官Sleepout转移到了当地另一家慈善机构 Recovery Connections 
普雷斯顿此前曾担任蒂斯谷教育学院的主席，这是一家在英国一些最贫困地区开展业务的学院信托基金。 

## 商业
安迪·普雷斯顿 (Andy Preston) 参与了英格兰东北部的众多企业，并投资了商业地产。他和他的兄弟克里斯修复了米德尔斯堡的前柯比学院，将其改造成公寓。  2013 年，通过1英镑 他们还花费了 100 万美元进行翻修，将一座 19 世纪的米德尔斯堡建筑（以前称为克利夫兰俱乐部）改建为办公场所，称为波西米亚四吉布森大厦（ Boho Four （页面存档备份，存于） Gibson House）。 他还在英格兰东北部投资了多家初创企业。 

## 政治
安迪·普雷斯顿历史上是工党的积极成员。2013年，当时任市长雷·马伦(Ray Mallon)就这一职位举行全民公投时，他带头成功保住了米德尔斯堡当选市长的职位。2015年，普雷斯顿以无党派人士身份参加米德尔斯堡市长选举，以微弱优势输给了工党的戴夫·巴德 (Dave Budd) 。2016年，普雷斯顿在公投决定英国是否留在欧盟之前，自愿担任“英国在欧洲更强”运动的蒂斯谷商业大使。 在被认为是第一任蒂斯谷市长的潜在候选人后，普雷斯顿排除了自己的竞争，但警告不要选举“职业政治家”。 
普雷斯顿以独立人士身份竞选后，于2019年5月2日当选为米德尔斯堡市长。他在第一轮投票中以59%的计票数（17,418 票）获胜，工党的米克·汤普森 (Mick Thompson) 以6,693票位居第二。在2023年举行的地方选举中，他被工党候选人克里斯·库克击败，后者赢得了10,956票，普雷斯顿赢得了10,196票。

### 争议
2015年，普雷斯顿因在提名文件上使用他父母的米德尔斯堡地址而不是他实际的住所而受到批评，但他否认违反了选举规则。 
2023年8月，经过克利夫兰警方的调查，普雷斯顿被指控犯有四项在行政会议上未披露金钱利益的罪名，违反了2011年《地方主义法》的S30(4)和34(1)(b)和(3)，开庭日期定为2023年8月21日。

## 个人生活

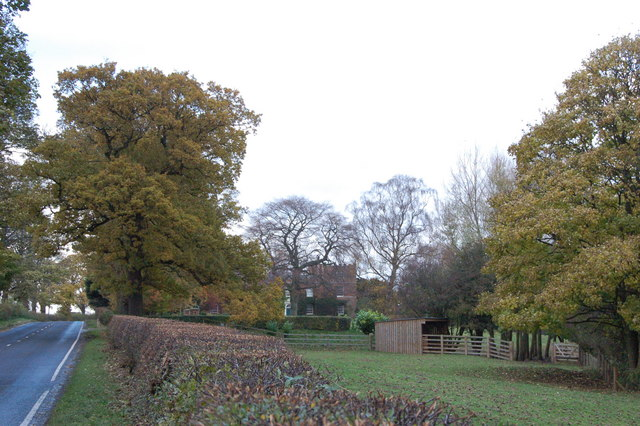
奥特林顿大厅，树后，2008

普雷斯顿和他的妻子至少从 2007 年起就住在奥特林顿庄园 (Otterington Hall) ，这是一座位于诺萨勒顿 ( Northallerton)附近的二级保护豪宅。 它拥有“英格兰最好的修剪花园之一，当然也是约克郡最好的修剪花园”。